# Ленче
Ленче (пол. Łęcze, нім. Lenzen) — село в Польщі, у гміні Толькмицько Ельблонзького повіту Вармінсько-Мазурського воєводства.
Населення — 566 осіб (2011).
У 1975-1998 роках село належало до Ельблонзького воєводства.

## Демографія
Демографічна структура станом на 31 березня 2011 року:
|          | Загалом | Допрацездатний вік | Працездатний вік | Постпрацездатний вік |
| -------- | ------- | ------------------ | ---------------- | -------------------- |
| Чоловіки | 281     | 74                 | 192              | 15                   |
| Жінки    | 285     | 75                 | 158              | 52                   |
| Разом    | 566     | 149                | 350              | 67                   |